# Contursi Terme
Contursi Terme – miejscowość i gmina we Włoszech, w regionie Kampania, w prowincji Salerno.
Według danych na rok 2004 gminę zamieszkiwały 3182 osoby, 113,6 os./km².

## Współpraca
- Muro Lucano, Włochy